# 李溪镇
李溪镇，是中华人民共和国重庆市酉阳土家族苗族自治县下辖的一个乡镇级行政单位。

## 行政区划
李溪镇下辖以下地区：
长沙村、寨坝村、天台村、让坪村、思泉村、鹅池村、大池村、张家城村和官坝村。